# Trattinnickia burserifolia
Trattinnickia burserifolia är en tvåhjärtbladig växtart som beskrevs av Carl Friedrich Philipp von Martius. Trattinnickia burserifolia ingår i släktet Trattinnickia och familjen Burseraceae. Inga underarter finns listade i Catalogue of Life.